# Madison Young
Madison Young (20 settembre 1980) è un'ex attrice pornografica, regista e scrittrice statunitense.

## Carriera
Young è entrata per la prima volta nel mondo del cinema erotico come attrice nel 2002, poi ha iniziato a dirigere film nel 2005.
Young è esperta di sesso estremo, BDSM e dinamiche del potere sessuale. È stata intervistata più volte da Jincey Lumpkin per l'Huffington Post,, XOJane.com, The Rumpus, e Salon.com.
Young ha insegnato in workshop, tenuto conferenze e ha lavorato come relatore sui temi della sessualità, degli studi femministi di pornografia e di politica del BDSM presso istituzioni come la Università di Yale, l'Hampshire College, la Northwestern University, l'Università di Toronto, l'Università del Minnesota, Università della California - Berkeley e il Berlin Porn Film Festival. È la fondatrice della Erotic Film School, un programma di formazione erotica di tre giorni che si svolge a San Francisco, in California, che introduce gli studenti al processo di pre-produzione, produzione e post-produzione di film erotici.
Madison Young è anche curatrice del Festival di Askew, un'esplorazione sperimentale e interattiva di tre giorni di performance, attivismo e controcultura attraverso film documentari e sperimentali accoppiati con performance, letture e danza che si tiene presso il Yerba Buena Center for the Arts in San Francisco, CA.
Young è stata intervistata, per il suo lavoro sulla pornografia femminista e il suo attivismo queer, nelle riviste Bitch e Curve, ed era sulla copertina della rivista di attivisti per i diritti sessuali $pread.
Young ha partecipato a programmi televisivi su Independent Film Channel, History Channel, MTV, Fusion TV con Alicia Menendez, alla Stagione 1 Episodio 6 di Extreme Guide to Parenting su Bravo TV, discutendo del suo punto di vista femminista e non legato al "genere" sulla genitorialità, è stata presente anche in lungometraggi documentari. Alla fine del 2009, Young ha partecipato alla serie Real Sex della HBO (episodio 33: Stocks Down), Sex Up la seguì nella sua vita quotidiana come modella per adulti e direttrice di una galleria d'arte. Nel 2011 è stata una dei protagonisti di Too Much Pussy!, un film docudrama diretto da Emilie Jouvet e Wendy Delorme che segue il viaggio attraverso l'Europa, da Berlino a Malmö, di un gruppo di sei intrattenitori che sono tutti membri del Movimento Pro-Sesso. Ha fondato la Femina Potens Art Gallery, una galleria d'arte no-profit e spazio per performance a San Francisco indirizzato alle comunità LGBTQ e Kink.
Del lavoro della Young si parla in The Feminist Porn Book: The Politics of Producing Pleasure, su Salon.com, Curve Magazine, e XBIZ Newswire.
Il giornalista di MSNBC Brian Alexander le ha dedicato un capitolo del suo libro del 2008 America Unzipped: AIn Search of Sex and Satisfaction, e la regista francese Virginie Despentes l'ha ripresa nel documentario del 2009 Mutantes (Féminisme Porno Punk).
Young ha pubblicato il suo libro di memorie Daddy nel 2014, con una prefazione della pornostar e artista femminista Annie Sprinkle. Suoi scritti sono stati anche pubblicati in antologie tra cui The Ultimate Guide to Kink: BDSM, Role Play e and the Erotic Edge, Ropes, Bondage e Power: Resource Series della Power Exchange Books, Johns, Marks, Tricks and Chickenhawks: Professionals and Their Clients Writing about Each Other, Best Sex Writing 2013: The State of Today's Sexual Culture, e In / Soumises. Contes cruels au feminine. Suoi articoli sono stati anche pubblicati nel Routledge Porn Studies Journal, su Bustle.com, On Our Backs e Girlfriends Magazine.

## Carriera da attrice e regista porno
Young è stata cover girl e/o protagonista sulle riviste Hustler, Taboo e On Our Backs, ed è stata protagonista di servizi sulla stampa e in radio a livello internazionale. Era famosa come modella Bondage sul sito kink.com. Ha ricevuto premi per le sue scene di bondage e sospensione e è stata definita "un autore da non sottovalutare" dalla rivista Adult Video News.
Young ha ricevuto sei Feminist Porn Awards, tra cui il premio "Hottest Kink Film - 2008" per Bondage Boob Tube, ancora il premio "Hottest Kink Film - 2009" per Pervesions of Lesbian Lust, vol. 1 (2009), l'"Indie Porn Pioneer - 2009" , "Best Bisexual Film - 2010" per Fluid: Men Redefining Sexuality , di nuovo l'"Hottest Kink Film - 2013" per 50 Shades of Dylan Ryan  e "Best Lesbian Vignettes" - 2014 per Women Reclaiming Sex on Film.
È stata inoltre premiata come "Best BDSM Release" nel 2010 da AEBN (Adult Entertainment Broadcast Network) per Perversions of Lesbian Lust, vol. 1 (uscito l'anno precedente).

## Vita personale
Young ha studiato presso l'Antioch College..  Vive con James Mogul, regista di film pornografici, esperto di BDSM and fotografo. Nel 2011, è nata la prima figlia, seguita nel 2016 da un'altra sorellina. Young si definisce "queer" in merito al proprio orientamento sessuale.

## Filmografia

### Come attrice
Senza data
- Bondage Lovers

- Vicious Vixens - Stuffed Spanked and Squirted

1991(??)
- Babes In Bondage

2003
- Devoutly Sinful

- Devoutly Sinful 3

- Dorian and Kitty: Sorority Sisters

- Dorian and Kitty: Sorority Sisters 2

- Dorian And Kitty: Sorority Sisters 3

- G Marks the Spot

- Hogtied 1374

- Hogtied 1568

- Hogtied 1571

- Nurse Kitty and Lexine 1

- Nurse Kitty and Lexine 2

- Nurse Kitty and Lexine 3

- Water Bondage 1449

- Whipped Ass 1388

- Whipped Ass 1583

- Whipped Ass 1584

2004
- Caning and Beer Enemas 1

- Caning and Beer Enemas 2

- Hogtied 1567

- Hogtied 1573

- Hogtied 1579

- Hogtied 1585

- Nurse Kitty's Punishment 1

- Nurse Kitty's Punishment 2

- Used and Abused 2

- Water Bondage 1572

- Whipped Ass 1586

- Whipped Ass 1720

- Whipped Ass 1976

2005
- Gagged And Hogtied Good Girls

- Helpless Heroines in Double Jeopardy

- Bound To Submit

- Playing with Fire 2

- Purging Protocol

- SOS - Strap-On Sluts 2

- Sex Kittens 19

- Sex Kittens 20

- Spanking Desires

- Temple Of Tears

- Water Bondage 3211

2006
- Boundaries

- Hogtied 3967

- Madison Young's Bondage

- Perfection

- Schoolgirl Learns Spanking, Caning, Enema Dominance 1

- Schoolgirl Learns Spanking, Caning, Enema Dominance 3

- Schoolgirl Learns Spanking, Caning, Enema, Dominance 2

- SOS - Strap-On Sluts

- Superfreak

- Wrapped, Gagged and Teased

2007
- A Woman's Touch

- Amateur Bound Whippings

- Assault That Ass 12

- Babes in Bondage

- Barely Legal - Bad Girls

- Black Cock Slut

- Bondage Orgasms

- Boundaries 1

- By Appointment Only 4

- By Appointment Only 5

- Dark Meat White Treat 3

- Diary of a Submissive

- Elbow Bound Bitches

- Exxxtra Credit

- Ferocious

- Filth Cums First 1

- Foreign Affairs

- Gang Bang My Face 3

- Girlvert 16

- Hard Bluff

- Hillary For President

- Hogtied 4498

- Hogtied 4768

- Jesse Jane Scream

- Julie Simone's Bondage Lovers

- Madison's Detention Experiment

- MILF Lessons 12

- Mouth

- Naked Aces 2

- Naked Gord Favourites 2

- Naughty Bookworms 705

- No Boyz No Toyz

- Otto and Audrey Out of Control

- Pirate Fetish Machine 31

- Rookie Pussy 2

- Rub Me Good

- Sadomatrix

- Sex and Submission

- Shane and Boz - The Bigger the Better 2

- That Sweet MILF Lesson

- Training Of O 4679

- Training Of O 4680

- Training Of O 4681

- Training Of O 4682

- Ultimate Surrender 4729

- Ultimate Surrender 4771

- Ultimate Surrender 4828

- Ultimate Surrender 4834

- Ultimate Surrender 4895

- Upload

- Vicious Vixens 1: Stuffed Spanked and Squirted

- Video Nasty 2 - Shay Jordan

- Whipped Ass 4238

- Wired Pussy 4140

- Whore Within Me

- Wired Pussy 4472

- Woman's Touch 1

2008
- Amateur Bound Spankings

- Barely Legal Bad Girls

- Big Cock Crazy 2

- Blacks On Blondes: Madison Young

- Bride of Sin

- Cheerleaders Bound and Gagged

- Circa 82

- Driven To Ecstasy

- Elbow Bound Bitches

- Face Fucking Inc. 4

- Gapeman 2

- Foreign Affairs

- Friends and Lovers

- Fucking Machines

- Gapeman 2

- Hillary for President

- Hogtied 5379

- Hogtied 5385

- Hustler XXX 31

- It's Huge! 16

- Jack's Redhead Adventure

- Lesbian Life - Real Sex San Francisco

- Midori's Expert Guide to Sensual Bondage

- Nice Fucking View 3

- Pirate Fetish Machine 31: L.A. Lust

- Perversions Of Lesbian Lust

- Playing with Fire 2

- Sadomatrix 2

- Sex and Submission 5538

- She Likes It Big 3

- Sisters

- Sluts In Pain

- Taboo - Lovers Enslaved

- Training Of O 4931

- Training Of O 5007

- Training Of O 5062

- Ultimate Surrender 5192

- Ultimate Surrender 5275

- Ultimate Surrender 5279

- Ultimate Surrender 5421

- Ultimate Surrender 5545

- Ultimate Surrender 5596

- Ultimate Surrender 5710

- Undone

- Video Nasty 2: Shay Jordan

- Whipped Ass 5163

- Whore Within Me

- Wired Pussy 5056

- Writers and Rockstars

2009
- Bound To Cum

- Champion - Love Hurts

- Content

- Device Bondage 6549

- Device Bondage 6622

- Device Bondage 6623

- Device Bondage 6624

- Divine Bitches 7384

- Domain of Pain

- Domination of Madison Young

- Everything Butt 6684

- Everything Butt 6811

- Everything Butt 7373

- Femmtastic

- Fluid: Men Redefining Sexuality

- Frisk Me

- Heartland: A Woman's POV

- Hellfire Sex 16

- Hogtied 6389

- Hustler XXX 31

- Just Asking For It

- Lesbian Life - Real Sex NYC

- Lights Out

- Midori's Expert Guide to Sensual Bondage

- Monster Cock Junkies 5

- Nostalgia

- Perversions of Lesbian Lust 1

- Punishment For Sluts 3

- Queer Manor

- Rub Me Good

- S.O.S.: Strap-On Sluts 1

- S.O.S.: Strap-On Sluts 2

- Sisters

- Spanking Girl Gone Wild

- Spanking Girl's Backdoor Man

- Tail Of A Bondage Model

- Training Of O 5364

- Training Of O 5726

- Ultimate Surrender 6165

- Ultimate Surrender 6632

- Upper Floor 7707

- Women Reclaiming Sex On Film

- Writers and Rockstars

2010
- Anal Frenzy 1

- Babes Ballin' Boys 20

- Bound, Gagged And Tickled 1

- Ciao Bella: A Woman's POV

- Curse Of Macbeth

- Device Bondage 10134

- Device Bondage 10135

- Device Bondage 10136

- Device Bondage 10137

- Divine Bitches 7778

- Dungeon Sex 34934

- Everything Butt 7773

- Femmtastic

- Fetish Instinct

- Fucking Machines 5: Pussy Drilling In Bondage

- Girls Kissing Girls 5

- Going Down: The Official Guide To Cunnilingus

- Hogtied 8815

- Hogtied 9447

- Hogtied 9448

- Hogtied 9449	2010

- Hogtied 9450	2010

- Intimate Pursuit

- Lesbian Office Seductions 4

- Lesbian PsychoDramas 5

- Lucky - A Woman's POV

- Madison Young's Art House Sluts

- Mother Lovers Society 3

- Mother Lovers Society 4

- Private Xtreme 45 - All Girl Fight Club

- Rough Sex 2

- Sex and Submission 8183

- Sex and Submission 8495

- Taxi

- Thin Line Between Art and Sex

- Tristan Taormino's Expert Guide To Female Orgasms

- Tristan Taormino's Rough Sex 2

- Upper Floor 8407

- Upper Floor: Boxing Day

- Water Bondage 4009	2010

- Women Seeking Women 60

- Women Seeking Women 62

2011
- Black Bros and 1 White Ho 3

- Fifty Shades of Dylan Ryan

- Foot Fetish Sluts

- Intimate Pursuit

- Ivy Manor Slaves 4 - The Bodyguards

- Lesbian Babysitters 5

- Madison Young's Sylvia

- Men in Pain 5739

- Men in Pain 5868

- Men in Pain 6693

- Mother Lovers Society 5

- Mother Lovers Society 6

- My Mother's Best Friend 3

- No Ifs, Ands - Just Butts 2

- Real L World XXX - NYC Edition

- Spanking Turnaround

- Taboo Tramps

- Taxi 2

- Ultimate Surrender 6598

- Women Seeking Women 71

2012
- 50 Shades of Dylan Ryan

- ATK Hairy Red Heads 2

- Fifty Shades of Grey: Lesbian Edition

- Foot Fetish Sluts

- Intimate Moments: Lustful Relief

- Lesbian Sex Education: Female Ejaculation

- Paddled, Pleasured and Purged

- Redheads in Bed

- Smoking Sluts

- Water Bondage 4454	2012	kink.com	MastOnly

2013
- ATK Hairy Red Heads 2

- Baby Needs A Black Cock

- Bibliophile

- Lesbian Fantasies 3

- Lesbian Fantasies 5

- Lesbian Threesome Fantasies

- Lesbians In The Wild

- Lesbians in the Wild 2

- Men in Pain 6287

- Mermaids and Unicorns

- Real L Word XXX: NYC Edition

- Real L Word XXX San Francisco

2014
- Best Friends 17

- Boot Babes

- Kink University 10362

- Kink University 35666

2015
- Baiser

- Bondage Suspensions

2017
- He's My Bitch

### Come regista
2006
- Madison Young's Bondage

2008
- Bride of Sin

- Lesbian Life: Real Sex in San Francisco

- Undone

2009
- Fluid: Men Redefining Sexuality

- Frisk Me

- Heartland: A Woman's POV

- Lesbian Life: Real Sex NYC

- Lights Out

- Perversions of Lesbian Lust 1

- Queer Manor

- Tail Of A Bondage Model

- Women Reclaiming Sex On

- Writers and Rockstars

2010
- Ciao Bella: A Woman's POV

- Curse Of Macbeth

- Femmtastic

- Layover

- Lucky: A Woman's POV

- Madison Young's Art House Sluts

- Pregnant With Desire

- Thin Line Between Art and Sex

2011
- Fixed Gears Fast Girls

- Madison Young's Sylvia

- 50 Shades of Dylan Ryan

2012
- Fifty Shades of Grey: Lesbian Edition

- Lesbian Sex Education: Female Ejaculation

- Lesbian Sex Education: Strap-on

- MILFshakes

2013
- Bibliophile

- Lesbians In The Wild

- Lesbians In The Wild 2

- Many Shades of Juliette March

- Mermaids And Unicorns

- Real L Word XXX: NYC Edition

- Real L Word XXX: San Francisco

2014
- Lesbian Strap-On Fantasies: Roommates with Benefits